# Marie-Blanche
Marie-Blanche ("Maria-Branca") foi a canção que representou a França no Festival Eurovisão da Canção 1970. Foi interpretada em francês por Guy Bonnet. Foi a sexta canção a ser interpretada na noite do evento, a seguir à canção belga "Viens l'oublier", interpretada por Jean Vallée e antes da canção britânica "Knock Knock, Who's There?", interpretada por Mary Hopkin. Terminou a competição, em quarto lugar, tendo recebido um total de 8 pontos. Bonnet gravou uma versão em italiano com o mesmo título: "Marie-Blanche".

## Autores
- Letra: André-Pierre Dousset
- Música: Guy Bonnet
- Orquestração: Franck Pourcel

## Letra
A canção é uma balada, com Bonnet cantando sobre a maravilha do mundo quando a Marie-Blanche está com ele. Pare ele, ela a uma verdadeira maravilha do mundo.